# Matriu de rigidesa
La matriu de rigidesa apareix en diversos contextos:
- En el mètode matricial de la rigidesa, la matriu de rigidesa conceptualment relaciona els desplaçaments d'una sèrie de punts o nodes, amb els esforços puntuals efectius en aquests punts.[1] Des d'un punt de vista operatiu relaciona els desplaçaments incògnita d'una estructura amb les forces exteriors conegudes, la qual cosa permet trobar les reaccions, esforços interns i tensions en qualsevol punt de l'estructura.[2]

- En el mètode dels elements finits, s'empra una matriu de rigidesa que generalitza el concepte anterior. En problemes mecànics la matriu relaciona desplaçaments nodals amb esforços nodals, encara que el concepte també apareix en problemes no mecànics on els termes relacionats per la matriu de rigidesa reben altres interpretacions. En problemes tèrmics per exemple, "desplaçaments" i les "forces" poden representar temperatures i fluxos de calor respectivament, etc.